# Новобузулукский
Новобузулукский — хутор в Еланском районе Волгоградской области России. Входит в состав Тростянского сельского поселения.

## География
Хутор находится в северной части Волгоградской области, в пределах Хопёрско-Бузулукской равнины, на левом берегу реки Бузулук, на расстоянии примерно 24 километров (по прямой) к юго-западу от посёлка городского типа Елань, административного центра района. Абсолютная высота — 105 метров над уровнем моря.
Часовой пояс
Хутор Новобузулукский, как и вся Волгоградская область, находится в часовой зоне МСК (московское время). Смещение применяемого времени относительно UTC составляет +3:00.

## Население
| 2010 |
| ---- |
| 87   |

Гендерный состав
По данным Всероссийской переписи населения 2010 года в гендерной структуре населения мужчины составляли 54 %, женщины — соответственно 46 %.
Национальный состав
Согласно результатам переписи 2002 года, в национальной структуре населения русские составляли 63 %, украинцы — 32 % из 94 чел.